# Bergsjö
Bergsjö est une localité de Suède dans la commune de Nordanstig, dont elle est le chef-lieu, située dans le comté de Gävleborg.
Sa population était de 1 316 habitants en 2019.